# Breviraja
A Breviraja a porcos halak (Chondrichthyes) osztályának rájaalakúak (Rajiformes) rendjébe, ezen belül a valódi rájafélék (Rajidae) családjába tartozó nem.

## Tudnivalók
A Breviraja-fajok előfordulási területe az Atlanti-óceán nyugati felén és az Amerikák keleti partmentén van. Ez a porcoshal-nem a kanadai Új-Skóciától egészen Francia Guyanáig található meg. Ezek a porcos halak fajtól függően 23,6–45 centiméteresek.

## Rendszerezés
A nembe az alábbi 6 élő faj tartozik:
- Breviraja claramaculata McEachran & Matheson, 1985
- Breviraja colesi Bigelow & Schroeder, 1948 - típusfaj
- Breviraja marklei McEachran & Miyake, 1987
- Breviraja mouldi McEachran & Matheson, 1995
- Breviraja nigriventralis McEachran & Matheson, 1985
- Breviraja spinosa Bigelow & Schroeder, 1950